# Duut
Duut (mong.: Дуут; pismo mongolskie: ᠳᠠᠭᠤᠲᠤᠰᠤᠮᠤ) – somon w Mongolii, w ajmaku kobdoskim, położony jest 76 km od miasta Kobdo.
Na rok 2011 liczba mieszkańców somonu Duut wynosiła ponad 2 tys. osób, gęstość ludności natomiast 0,95 osób/km².